# Jeunes Filles en liberté
Pour plus de détails, voir Fiche technique et Distribution.
Meisjes in vrijheid ou Jeunes Filles en liberté est une production cinématographique belgo-néerlandaise de 1933, réalisée par Fritz Kramp en deux versions : une néerlandaise et une française.

## Présentation
Cette comédie, inspirée du blockbuster allemand Mädchen in Uniform (Jeunes filles en uniforme), de 1931), a été réalisée par des réfugiés de l'Allemagne nazie :  le réalisateur Fritz Kramp et le scénariste Rolf Hertog.  Deux filles gagnent un concours de rédaction grâce auquel elles peuvent voyager aux Ardennes.  Leurs aventures sont secrètement décrites par un journaliste, qui suit les filles incognito et pas-à-pas.  Dans le style des comédies allemandes, les auteurs du film cherchent à montrer les plus beaux endroits des Ardennes.  
Il y a deux versions du film : une néerlandophone (Meisjes in vrijheid), réalisée avec des acteurs flamands et néerlandais (dont Nora Michielsen, Sarina Beeckmans, Karel de Poorter et Willem Benoy), et une francophone (Jeunes Filles en liberté), réalisée avec des acteurs français et belges dans les rôles principaux (dont Suzanne Christy, Jacqueline Made, Georges Charlia et Claude Ahro). Pour la version néerlandaise, comprenant des acteurs flamands tels que Willem Benoy, produite encore avant De Witte (Filasse, de 1934) d'Edith Kiel et de Jan Vanderheyden, il s'agirait du premier film parlant néerlandais dont la bande-son est enregistrée sur la pellicule et non pas reproduite par des disques phonographiques.
Le film fut tourné dans les studios Cinetone, nouvellement créés aux Pays-Bas, mais l'argent pour ce projet ambitieux fut entièrement dépensé avant l'achèvement du film.  Ce fiasco sera pourtant vite oublié car, peu après, on commença à filmer les plans extérieurs du film De Jantjes, un blockbuster (de 1934) qui obtint un succès retentissant et qui marqua le début d'une période de floraison pendant laquelle les studios devinrent l'Hollywood néerlandais.
Après ce film (ou plutôt ces deux films), Kramp réalisera encore deux films égyptiens.

## Fiche technique
- Titre : Meisjes in vrijheid (version néerlandaise) / Jeunes Filles en liberté (version française)
- Réalisation : Fritz Kramp
- Scénario : Rolf Hertog
- Musique : Marcel De Ridder
- Société de production : Productions cinématographiques belges
- Pays d'origine : Belgique, France et Pays-Bas
- Production : Sam Polyatchek et John Van Hemelrijck
- Format : Noir et blanc - 1,37:1 - Mono - 35 mm
- Genre : Comédie
- Durée : 75 minutes
- Date de production : 1933

## Distribution
Rôles principaux :
- (fr) Suzanne Christy / (nl) Nora Michielsen : Viviane
- (fr) Jacqueline Made / (nl) Sarina Beeckmans : Yvonne
- (fr) Georges Charlia / (nl) Karel De Poorter : René Martin
- (fr) Carlo Denver / (nl) Willem Benoy : Laurent

Autres rôles :
- Claude Ahro
- Heintje Davids
- Caro Denver : Suzanne
- Maurice Detiège : Hofmeester
- Arthur Devère
- Sylvain Poons
- Willy van Hemelrijck

### Sources
- (nl) DE LANGE, Vera.   Meisjes in vrijheid: De eerste filmstills van Merkelbach, [En ligne], réf. du 29 août 2013. [www.redeenportret.nl].
- (nl) Filmstudio’s, [En ligne], 19 octobre 2011. [www.filminnederland.nl].
- (nl) Meisjes in vrijheid, [En ligne], réf. du 29 août 2013. [www.cinema.nl].